# Mežas-Mate Chasma
Mežas-Mate Chasma is een kloof op de planeet Venus. Mežas-Mate Chasma werd in 1985 genoemd naar Mežas-Mate, godin van de bossen in de Letse mythologie.
De kloof heeft een lengte van 506 kilometer en bevindt zich in het quadrangle Fortuna Tessera (V-2).